# Барселінюш
Барселінюш (порт. Barcelinhos; МФА: [baɾ.sɨ.ˈɫi.ɲuʃ]) — парафія в Португалії, у муніципалітеті Барселуш. Розташована в північно-західній частині країни, на теренах історичної португальської провінції Дору-Міню. Входить до складу округу Брага. За адміністративним поділом, чинним до 1976 року, терени парафії були складовою провінції Міню. Належить до Бразької архідіоцезії Католицької церкви. Патрон — святий Андрій. Площа — 2,7570 км². Населення — 1781 ос. (2011). Середньо урбанізований регіон. Густота населення — 645,99 осіб/км²
. Код — 030213.

## Населення
| Кількість мешканців | Кількість мешканців | Кількість мешканців | Кількість мешканців | Кількість мешканців | Кількість мешканців | Кількість мешканців | Кількість мешканців | Кількість мешканців | Кількість мешканців | Кількість мешканців | Кількість мешканців | Кількість мешканців | Кількість мешканців | Кількість мешканців |
| ------------------- | ------------------- | ------------------- | ------------------- | ------------------- | ------------------- | ------------------- | ------------------- | ------------------- | ------------------- | ------------------- | ------------------- | ------------------- | ------------------- | ------------------- |
| 1864                | 1878                | 1890                | 1900                | 1911                | 1920                | 1930                | 1940                | 1950                | 1960                | 1970                | 1981                | 1991                | 2001                | 2011                |
| 1 090               | 1 027               | 1 059               | 1 167               | 1 308               | 1 405               | 1 620               | 1 901               | 1 990               | 2 239               | 2 398               | 2 421               | 2 132               | 1 899               | 1 781               |